# امام‌آباد (دورود)
امام‌آباد (خان آباد) روستایی در دهستان حشمت‌آباد بخش مرکزی شهرستان دورود استان لرستان ایران است.
ویرایش کننده:یزدان سالاروند

## جمعیت
بر پایه سرشماری عمومی نفوس و مسکن در سال ۱۳۹۵ جمعیت این مکان ۳۵۶ نفر (۱۰۵خانوار) بوده‌است.